# Maximilian Drausnick
Maximilian Drausnick (* 7. März 1866 in Starnberg; † 28. Februar 1916 bei Apremont-la-Forêt, Frankreich) war ein bayerischer Oberst im Ersten Weltkrieg.

## Leben

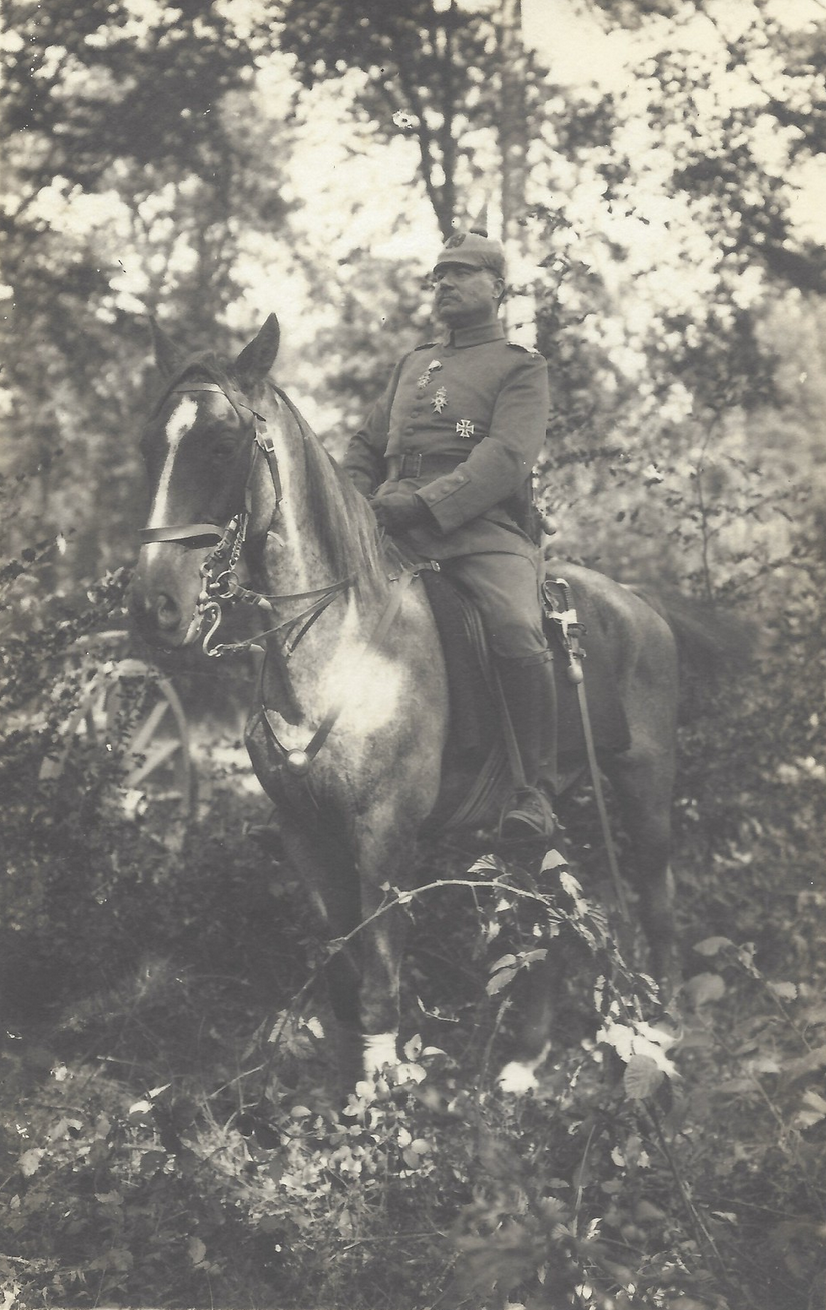
Maximilian Drausnick (nach 24. Juli 1915)

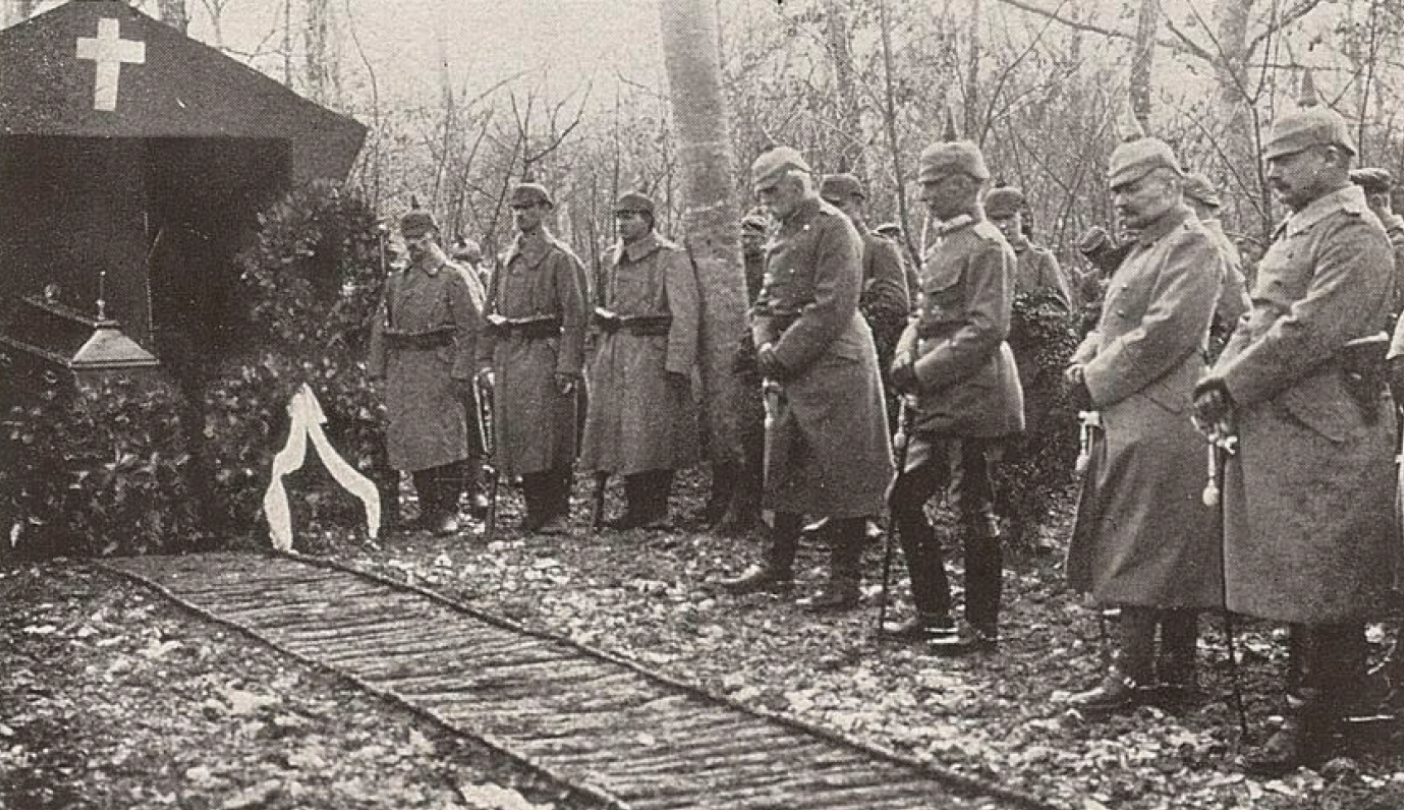
Trauerfeier für Oberst Drausnick im Wald von Apremont; auf dem Bild u. a. Ludwig von Gebsattel, Nikolaus von Endres und Otto von Jäger

### Karriere
Drausnick war der Sohn eines Landgerichtspräsidenten. Nach dem Besuch eines Humanistischen Gymnasiums trat er am 1. Oktober 1883 als Dreijährig-Freiwilliger in das 16. Infanterie-Regiment „König Alfons von Spanien“ der Bayerischen Armee in Passau ein. Mit einem Patent vom 10. Juli 1885 avancierte Drausnick am 11. August 1885 zum Sekondeleutnant. Ab Oktober 1891 absolvierte er für drei Jahre die Kriegsakademie, die ihm die Qualifikation für die Höhere Adjutantur und das Lehrfach (Taktik, Militärzeichnen) aussprach. Während dieses Kommandos im Oktober 1893 zum Premierleutnant befördert, diente er ab Oktober 1895 als Adjutant beim Bezirkskommando Landshut und kam Ende Mai des Folgejahres in gleicher Eigenschaft unter Stellung à la suite seines Stammregiments zur 7. Infanterie-Brigade. Dort rückte Drausnick Anfang Januar 1900 zum überzähligen Hauptmann auf. Unter Verleihung eines Patents zu seinem Dienstgrad kehrte er Ende Juli 1900 mit der Ernennung zum Kompaniechef in seinem Stammregiment in den Truppendienst zurück. Am 20. Juli 1904 erfolgte mit Wirkung zum 1. September 1904 seine Kommandierung auf ein Jahr zur Eisenbahn-Abteilung des Großen Generalstabes der Preußischen Armee nach Berlin. Unter Belassung in diesem Kommando wurde Drausnick Ende Mai 1905 zum Eisenbahn-Kommissär ernannt und Anfang Oktober 1906 als Eisenbahn-Linien-Kommissär nach Ludwigshafen am Rhein versetzt. Dort stieg er im Juni 1907 zum Major auf und wurde Ende Oktober 1909 als Kommandeur des III. Bataillons in das 7. Infanterie-Regiment „Prinz Leopold“ nach Bayreuth versetzt. Anfang März 1912 zum Oberstleutnant befördert, erfolgte einen Monat später seine Versetzung als Stabsoffizier in das 1. Infanterie-Regiment „König“. Am 7. Januar 1914 avancierte Drausnick zum Oberst und mit Wirkung vom 1. April erfolgte am 19. März 1914 seine Ernennung zum Kommandeur des 19. Infanterie-Regiments „König Viktor Emanuel III. von Italien“ in Erlangen.
Nach der Mobilmachung anlässlich des Ersten Weltkriegs verlegte das Regiment in den Westen und nahm im Rahmen der Grenzschlachten bei der 6. Armee an den Kämpfen in Lothringen und Nancy-Epinal teil. Ab Mitte September befand sich der Verband zwischen Maas und Mosel in Stellungskämpfen. Nachdem er bereits beide Klassen des Eisernen Kreuzes erhalten hatte, verlieh ihm König Ludwig III. am 24. Juli 1915 das Offizierskreuz seines Militärverdienstordens mit Schwertern.
Drausnick fiel am 28. Februar 1916 bei Apremont-la-Forêt während der Schlacht um Verdun. Er wurde unter großer Anteilnahme ranghoher Militärs und Repräsentanten der Erlangener Bürgerschaft auf dem Waldfriedhof in München begraben.
Der Bildhauer Hans Gast errichtet 1916 einen Gedenkstein für Drausnick. Der Gedenkstein wurde nach dem Ersten Weltkrieg zerstört, nach Erlangen transportiert und am 15. November 1931 dort erneuert. Die Oberst-Drausnick-Straße (heute Drausnickstraße) in Erlangen wurde nach ihm benannt. In der Stadt gab es zudem noch die Oberst-Drausnick-Kaserne.

### Familie
Drausnick war seit dem 8. Oktober 1888 mit Emilie Schlag verheiratet.